# عباس‌آباد حاجی
عباس‌آباد حاجی، روستایی از توابع بخش مرکزی شهرستان رفسنجان در استان کرمان ایران است.از جاذبه های گردشگری این روستا میتوان بهیخدان عباس آباد حاجی آن اشاره کرد.

## جمعیت
این روستا در دهستان قاسم آباد قرار دارد و براساس سرشماری مرکز آمار ایران در سال ۱۳۸۵، جمعیت آن ۲٬۰۸۶ نفر (۵۱۶خانوار) بوده‌است.